# Португеса (футбольний клуб)
«Португе́са» (ісп. «Portuguesa Fútbol Club») — венесуельський футбольний клуб з Акарігуа. Заснований 2 березня 1972 року як «Депортіво Італія».

## Досягнення
- Чемпіон (5): 1973, 1975, 1976, 1977, 1978
- Володар кубка Венесуели (3): 1973, 1976, 1977